# Lokalzeitung
Als Lokalzeitung wird eine Tageszeitung oder Wochenzeitung bezeichnet, die sich im Wesentlichen auf das Geschäft der Nachrichten-, Sport- und Veranstaltungsberichterstattung sowie auf Kleinanzeigen einer Region beschränkt (Lokaljournalismus). In der Regel werden zudem örtliche Begebenheiten in satirisch-feuilletonistischer Form als Lokalglosse oder Spitze „aufgespießt“. In fast jeder Stadt gibt es solche Lokalzeitungen, die oft in einer relativ geringen Auflage erscheinen. Der überregionale Teil einer Lokalzeitung, der so genannte Mantel, wird zumeist von einer größeren Regionalzeitung oder Tageszeitung bezogen.

## Trends
Viele ehemals eigenständige Lokalzeitungen erscheinen heute als Kopfblatt einer größeren Regionalzeitung und unterscheiden sich von dieser und von ihren Schwester-Kopfblättern nur durch den Titel (deswegen „Kopf“) und den jeweiligen Lokalteil.
Traditionell füllen Lokalzeitungen und Regionalzeitungen gemeinsam die Lücke zu den überregionalen Berichterstattungen der großen Zeitungen sowie anderer Massenmedien.
Landkreise und Städte, die durch nur eine tägliche Lokal- oder Regionalzeitung versorgt werden, nennt man auch Einzeitungskreise.
Die Lokalzeitung ist in besonderem Maße vom Bedeutungsverlust der Tageszeitungen allgemein betroffen, so sank die Relevanz (durchschnittliche Nutzungszeit) der Tageszeitungen zwischen 1980 und 2010 von 38 auf 23 Minuten (Internet 2010: 83 Minuten), die Reichweite liegt 2014 bei den Tageszeitungen bei 63 Prozent, bei regionalen Abonnementzeitungen bei 51 Prozent.

## Ergebnisse sozialwissenschaftlicher Untersuchungen
In der politik- und kommunikationswissenschaftlichen Forschung gibt es einige Untersuchungen, die sich vor allem mit der politischen Funktion von Lokalzeitungen beschäftigten, die grundlegenden Arbeiten erschienen um 1980.
Die Aufgabe der Lokalpresse lautet entsprechend diesem Untersuchungsansatz: „Die Presse hat in der oft oppositionsfreien Zone der Gemeinde eine besondere Bedeutung. Ihre Aufgabe wäre es, die fehlende Öffentlichkeit und die fehlende kritische Sichtweise der Rathaustätigkeit herzustellen“. In allen Untersuchungen wird betont, dass die Berichterstattung oft den Entscheidungsprozessen hinterherhinke. Die Presse wird in der Regel erst eingeschaltet, wenn alles entschieden ist.
Abgesehen davon machten sich die Lokalteile „zum Sprachrohr der Kritik von oben nach unten“. Lokale Herrschaftsträger bedienten sich der Zeitungen zur Durchsetzungen ihrer Interessen, die Presse zeige sich im lokalen Feld als weitgehend instrumentalisiert. Ein Prozess gegenseitiger Befruchtung von Herrschaft und Presse finde nicht statt: „Eine Rückkopplungsfunktion zwischen Bevölkerung und Herrschaftsträger sei unter solchen Bedingungen illusorisch“. Presse übe oft kaum eine demokratische Funktion im Sinne einer politischen Öffentlichkeit aus, denn (1.) werde die einseitige Ausrichtung der Kommunalpolitik auf Wirtschaftsförderung selten in Frage gestellt, (2.) beschränke sich die Berichterstattung in der Regel auf ohnehin schon bekannte Ereignisse, somit würden Gemeinderat und Verwaltung kaum kontrolliert und (3.) beziehe sich Kritik meist auf Bürger und politische Initiativen, gelegentlich auf Parteien, kaum jedoch auf die Verwaltung und ihre obersten Repräsentanten.
„Nicht, dass sie die demokratischen Instanzen kritisieren, macht den undemokratischen Charakter der Lokalteile aus, sondern dass sie die bestehenden undemokratischen Verhältnisse durch den Exkurs auf vordemokratische Bezugssysteme sanktionieren und sich so zum Büttel der undemokratischen Verhältnisse machen“. Die Unterstützung der Honoratioren trage oft „vorindustrielle, absolutistische Züge“. „Herrschaft“ erscheint in der Lokalberichterstattung „nicht als Volksvertretung, als Delegation von Macht, sondern als natürliche Über- und Unterordnung“. Die „absolutistischen Rollen“ des „Wohltäters“ und des „Anweisenden“ würden dagegen im Lokalteil von Kritik in der Regel verschont. Die lokale Presse sei – so Thomas Ellwein – deswegen in der Regel ein Sprachrohr für die lokale Führung: „Darin ähneln sie historischen Vorläufern, den Hofbulletins. Wie diese dienen sie nicht der Information, sondern der Repräsentation“. Da Stadtverwaltung und Stadt Entscheidungsprozesse oft verschleiern, wirkt die kommentarlose Darstellung der daraus resultierenden Ergebnisse in der Presse „entpolitisierend“. Die Lokalzeitungen verbreiteten überwiegend Nachrichten, „an deren Veröffentlichung diejenigen Organe und Personen, welche die Nachrichten ausgebe, ein Interesse haben“. Von einem „anwaltschaftlichen Journalismus“ könne unter solchen Bedingungen keine Rede sein.
Neuere Untersuchungen weichen nur wenig von dieser eher pessimistischen Darstellung ab, so fasste zum Beispiel der Kommunikationswissenschaftler Otfried Jarren zusammen:
Die lokale Berichterstattung
- sei weitgehend von ökonomischen und politischen Eliten dominiert;
- berichte oberflächlich und berücksichtige kaum Hintergründe und/oder übergeordnete Zusammenhänge;
- personalisiere Geschehnisse und vernachlässige politische Strukturfragen;
- sei in der Tendenz eher kritiklos und konfliktscheu;
- betreibe keine zur Partizipation anregende Informationsaufarbeitung und Informationspräsentation;
- zeige nur eine geringe Bereitschaft zur lokalpolitischen Kritik;
- übernehme Presseinformationen von organisations- und konfliktstarken lokalen Institutionen ohne eigene Recherche („Verlautbarungsjournalismus“).[5]

Eine Studie der Universität Trier zur Qualität der Leistungen des Lokaljournalismus aus dem Jahr 2018 bestätigt die obigen Punkte im Wesentlichen. Im Rahmen dieser Erhebung wurden 18.000 Artikel verschiedener Lokalzeitungen sowie Lokalausgaben überregionaler Medien oder Boulevardzeitungen ausgewertet, die daraufhin anhand mehrerer Faktoren, aus denen sich Rückschlüsse auf die Gesamtqualität der Berichterstattung ziehen lassen, kategorisiert und entsprechend einzelner Parameter indexiert wurden. Konkret zeigt sich, dass Lokalzeitungen „mehr Hintergründe liefern, Leser und Leserinnen mehr beteiligen und sich mehr kritische Berichterstattung erlauben“ sollten. Außerdem nehme die wahrgenommene Qualität eines Mediums zu, je größer ein solches Lokalblatt sei; eine „Metropolzeitung“ etwa, die eine Region mit mehr als 500.000 Einwohnern bedient, könne sich der Studie entsprechend differenzierteren Journalismus leisten, als eine Kleinstadt- oder Landzeitung, die in verhältnismäßig größerer Abhängigkeit zu ihrer – absolut gemessen – kleineren Leserschaft steht, von der bei zu kritischer Abbildung eines Sachverhaltes womöglich ein existenzbedrohend großer Teil wegfallen könnte. Auch die Angst, Sympathien von Werbekunden oder Lokalpolitikern zu verlieren, spiele eine entscheidende Rolle in der Strategie, sich in brisanten Themen eher zurückzuhalten. Nicht selten stünden aufgrund der überschaubaren Redaktionsgröße auch einfach zu wenig Ressourcen zur Verfügung, um sich einem Thema in hinreichender Form widmen zu können.